# Potokáki
Potokáki (Potokaki) är en ort i Grekland.   Den ligger i prefekturen Nomós Sámou och regionen Nordegeiska öarna, i den östra delen av landet, 280 km öster om huvudstaden Aten. Potokáki ligger 7 meter över havet och antalet invånare är 122. Den ligger på ön Samos.
Terrängen runt Potokáki är varierad. Havet är nära Potokáki åt sydost.  Närmaste större samhälle är Pythagoreion, 2,2 km öster om Potokáki. 